# داليا هيرنانديز
داليا هيرنانديز (بالإسبانية: Dalia Hernández)‏ (تاريخ الميلاد عام 1985  م) هي ممثلة أفلام، وممثلة تلفزيونية مكسيكية، ولدت في مدينة فيراكروز.

## التعليم
تعلمت في Veracruzana University ‏
.

## وصلات خارجية
- داليا هيرنانديز على موقع IMDb (الإنجليزية)
- داليا هيرنانديز على موقع ألو سيني (الفرنسية)
- داليا هيرنانديز على موقع أول موفي (الإنجليزية)
- داليا هيرنانديز على موقع قاعدة بيانات الفيلم (الإنجليزية)
- داليا هيرنانديز على موقع كينوبويسك (الروسية)